# Aedes tormentor
Aedes tormentor é um espécie de mosquito do Género Aedes, pertencente à família Culicidae.